# Гурков, Константин Степанович
Константин Степанович Гурков (12 июля 1925 — 16 ноября 2006) — российский учёный, специалист в области вибрационной техники и технологии горных работ. Заслуженный изобретатель РСФСР. Лауреат премии конкурса прикладных научных работ СО АН СССР. 
В 1949 году окончил Сибирский автомобильно-дорожный институт (Омск).
В 1952—1989 научный сотрудник, с 1966 старший научный сотрудник лаборатории механизации горных работ Института горного дела СО АН СССР.
Кандидат технических наук (1959). Автор 10 монографий и соавтор  83 авторских свидетельств и патентов на изобретения.
Заслуженный изобретатель РСФСР (1966). Отец литературоведа И. Е. Лощилова (род. 1965).
Награждён нагрудным знаком, золотой, серебряной и тремя бронзовыми медалями ВДНХ. Лауреат премии конкурса прикладных научных работ СО АН СССР.
Похоронен на Заельцовском кладбище Новосибирска (квартал 81н).
Монографии
Пневмопробойники / Константин Степанович Гурков, В. В. Каменский, Институт горного дела (Академия наук СССР. Сибирское отделение). Ин-т горного дела СО АН СССР, 1990 — Всего страниц: 213

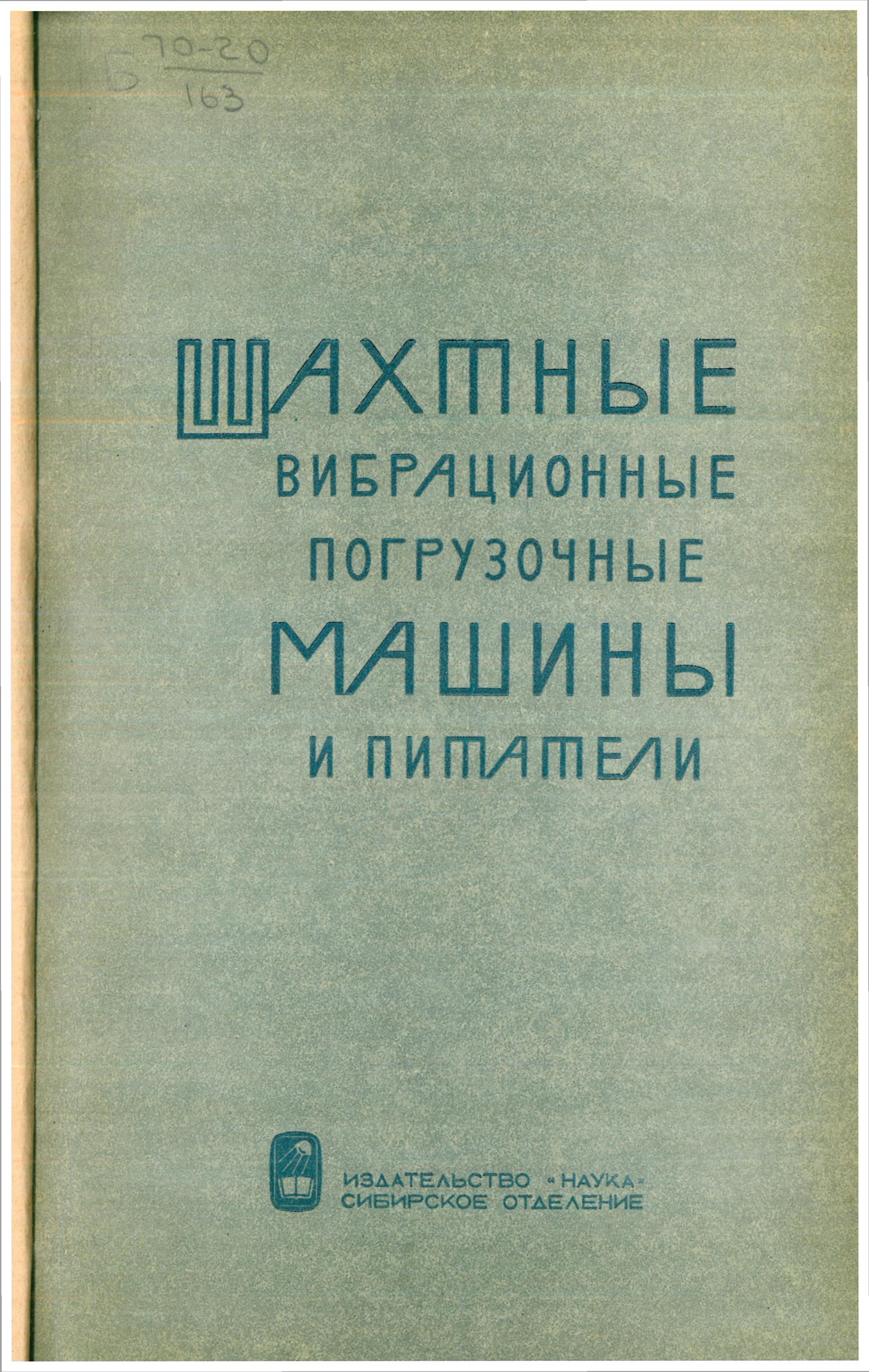
Шахтные вибрационные погрузочные машины и питатели / К. С. Гурков, Я. Б. Кальницкий, А. Д. Костылев и др. ; АН СССР. Сиб. отд-ние. Ин-т горного дела. - Новосибирск : Наука. Сиб. отд-ние, 1969. - 134 с. : ил.; 25 см.
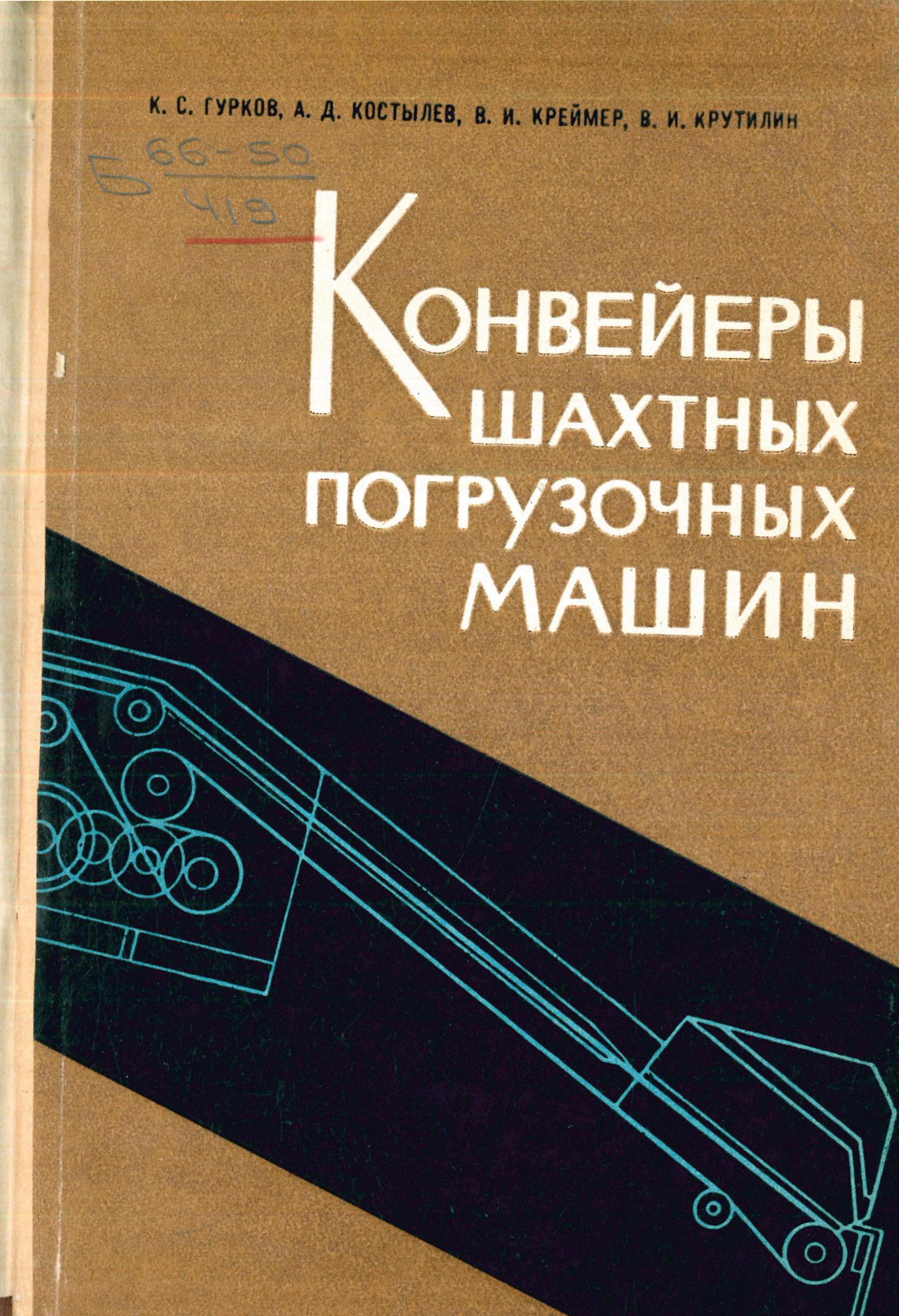
Конвейеры шахтных погрузочных машин / АН СССР, Сибирское отд-ние, Ин-т горного дела ; К. С. Гурков, А. Д. Костылев, В. И. Креймер, В. И. Крутилин. - Новосибирск : Наука. Сибирское отд-ние, 1966. - 114 с., 2 л. черт. : ил.; 21 см.
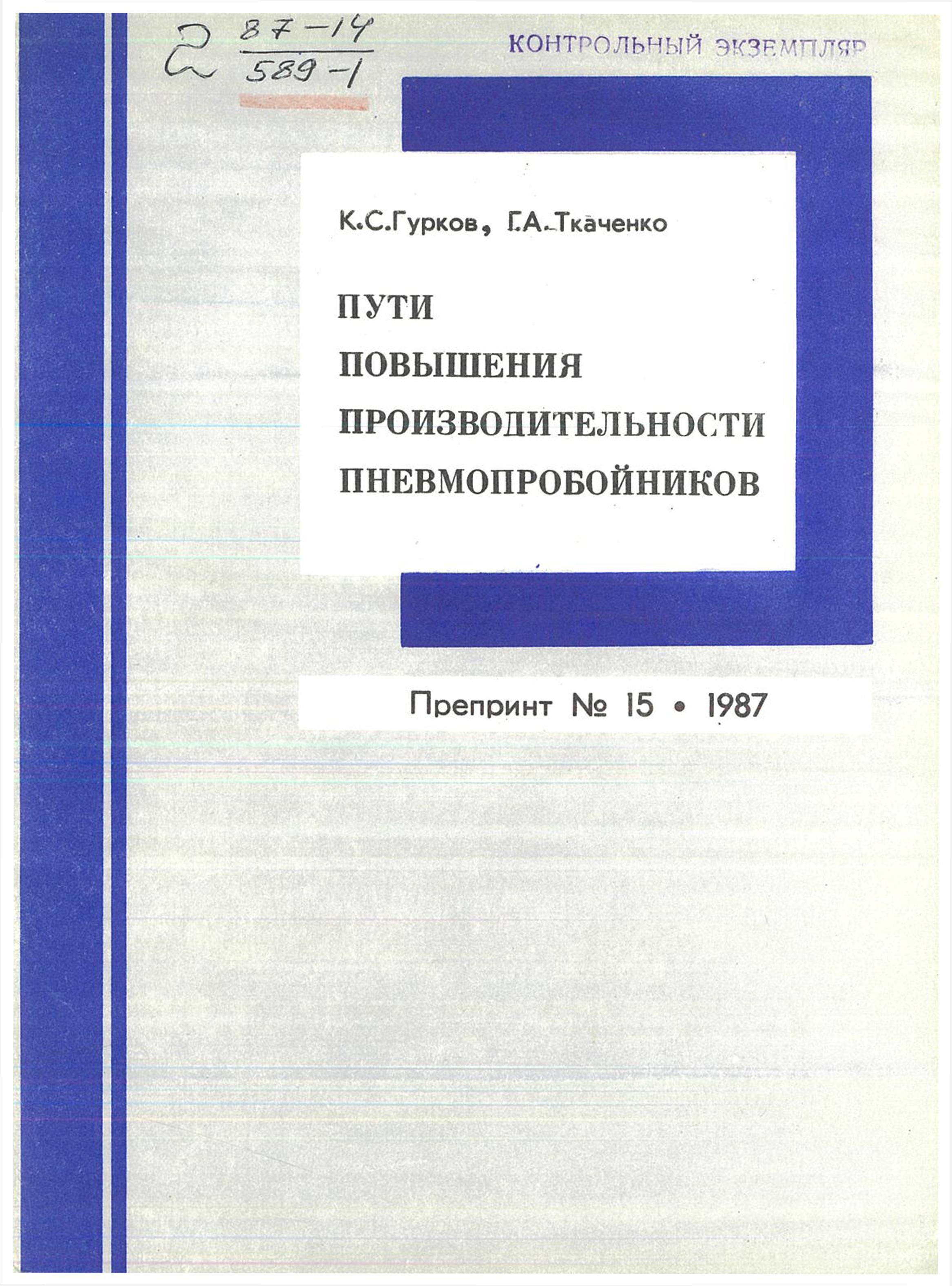
Пути повышения производительности пневмопробойников / К. С. Гурков, Г. А. Ткаченко. - Новосибирск : ИГД, 1987. - 40,[2] с. : ил.; 20 см. - (N 15).
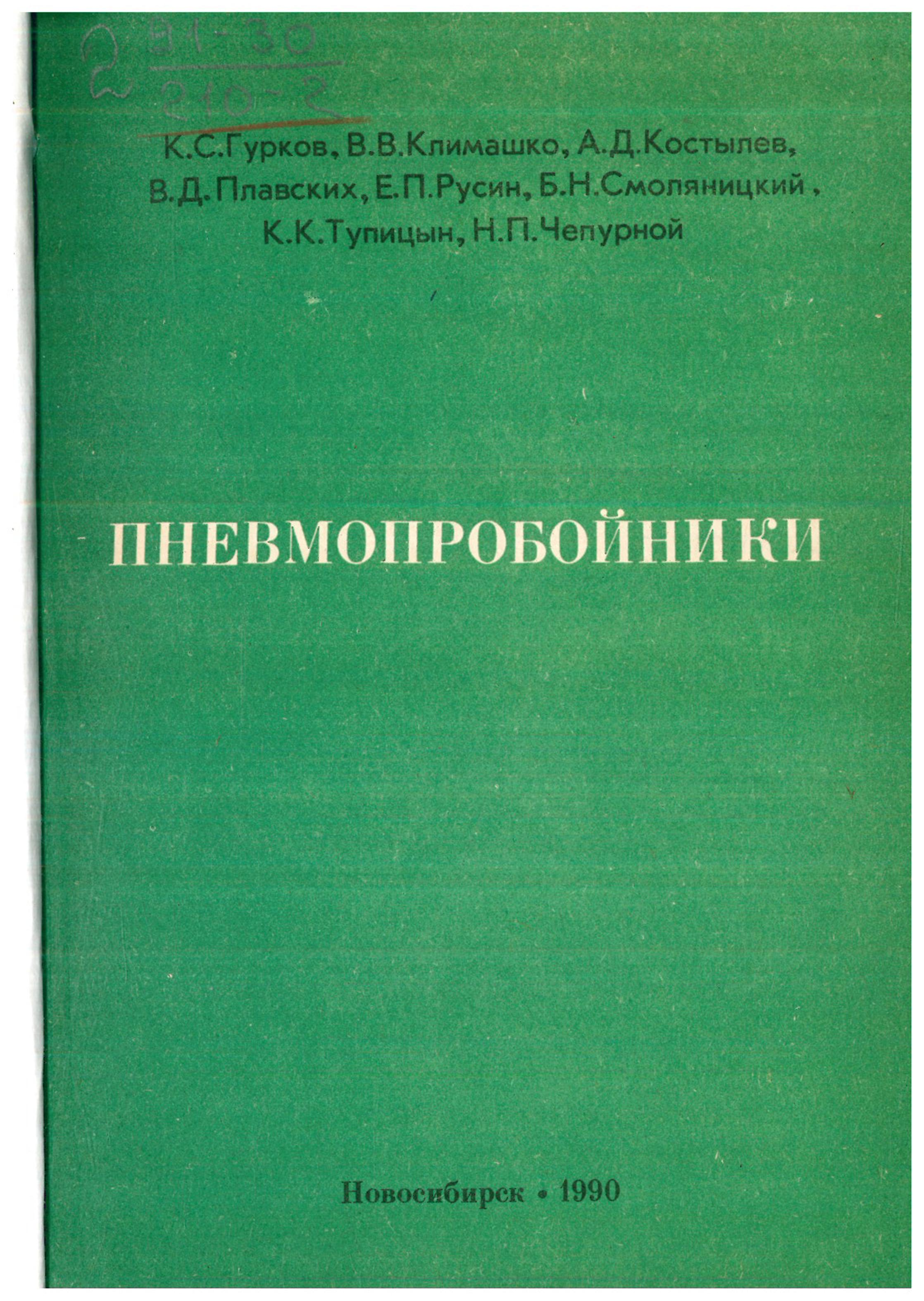
Пневмопробойники / К. С. Гурков, В. В. Климашко, А. Д. Костылев и др.; Отв. ред. В. В. Каменский; АН СССР, Сиб. отд-ние, Ин-т горн. дела. - Новосибирск : ИГД, 1990. - 213,[4] с. : ил.; 20 см.